# Liste der Mitglieder der Deutschen Akademie der Naturforscher Leopoldina/1778
Die Liste der Mitglieder der Deutschen Akademie der Naturforscher Leopoldina für 1778 enthält alle Personen, die im Jahr 1778 zum Mitglied ernannt wurden. Insgesamt gab es zehn neu gewählte Mitglieder.

## Mitglieder
| Nr. | Name                        | Beiname            | Geboren       | Aufnahme | Gestorben     | Sektion   | Bild                | Datenbank                          |
| --- | --------------------------- | ------------------ | ------------- | -------- | ------------- | --------- | ------------------- | ---------------------------------- |
| 820 | Wilhelm Friedrich Cappel    | Marinus II.        | 2. Sep. 1734  | 30. Jan. | 23. Juli 1800 | Chirurgie |                     | Friedrich Wilhelm Cappel           |
| 821 | Gottlieb Emanuel von Haller | Titinius Capitones | 17. Okt. 1735 | 24. Feb. | 9. Apr. 1786  |           |                     | Gottlieb Emanuel von Haller        |
| 822 | Franz Carl Achard           | Hierotheus II.     | 28. Apr. 1753 | 24. Feb. | 20. Apr. 1821 | Chemie    | Franz Carl Achard   | Franz Carl Achard                  |
| 823 | Christian Friedrich Reuss   | Nonus II.          | 1745          | 30. Jan. | 1813          | Medizin   |                     | Christian Friedrich Reuss          |
| 824 | Christoph Traugott Delius   | Apollodorus III.   | 1728          | 6. Mrz.  | 21. Jan. 1779 | Chemie    |                     | Christoph Traugott Delius          |
| 825 | Johann Adam Pollich         | Pharnaoes          | 1. Jan. 1741  | 10. Apr. | 24. Feb. 1780 | Medizin   |                     | Johann Adam Pollich                |
| 826 | Lars Jonasson Montin        | Phanias Eresius    | 1723          | 22. Mrz. | 1785          | Medizin   |                     | Lars Jonas Montin                  |
| 827 | Carl Peter Thunberg         | Oribasius III.     | 11. Nov. 1743 | 22. Mrz. | 8. Aug. 1828  | Botanik   | Carl Peter Thunberg | Carl Peter Thunberg                |
| 828 | Lorenz von Crell            | Sostratus V.       | 21. Jan. 1744 | 10. Apr. | 7. Juni 1816  | Medizin   | Lorenz von Crell    | Lorenz Florenz Friedrich von Crell |
| 829 | Johann Philipp Wolff        | Cleon III.         | 1. Mai 1747   | 20. Mai  | 28. Juli 1825 | Medizin   |                     | Johann Philipp Wolff               |

## Hinweis zu den Lebensdaten
In der Liste sind zunächst die Lebensdaten gemäß Archiv der Leopoldina aufgenommen. Diese beziehen sich bei noch nicht erstellten Namensartikeln auf die Angaben gem. Neigebaur (1860), Ule (1889) und dem Abgleich mit Wikidata. Die Lebensdaten im später erstellten Namensartikel können daher noch von den Lebensdaten in der Liste abweichen.